# Sideridis inanis
Sideridis inanis là một loài bướm đêm trong họ Noctuidae.